# Aeroportul Internațional Hercílio Luz
Aeroportul Internațional Hercílio Luz (IATA: FLN, ICAO: SBFL) este un aeroport din Florianópolis, Santa Catarina, Brazilia ce deservește zona Florianópolis. Aeroportul a fost tranzitat în 2022 de 3.341.998 de pasageri. A fost deschis în 1941 și numit după zona deservită.
Situat la o altitudine de 5 m, aeroportul dispune de 2 piste. Este operat de Floripa Airport⁠(d).

## Infrastructură

### Piste
Aeroportul dispune de 2 piste. Pista 14/32 are suprafața de asfalt și dimensiunile 2.300 m × 45 m. Pista 03/21 are suprafața de beton și dimensiunile 1.500 m × 45 m. 